# Lea von Littrow
Leo von Littrow (n. 17 martie 1860, Trieste, Imperiul Austriac – d. 11 mai 1925, Opatija, Primorje-Gorski Kotar, Croația) a fost o pictoriță austriaco-fiumană cunoscută pentru peisajele și picturile ei marine.

## Biografie
Leo von Littrow s-a născut ca Leontine Camilla von Littrow în Triest și a fost numită mereu „Leo”, încă de la o vârstă fragedă. Ea a folosit numele „Leontine” sau „Leo” von Littrow.

### Familie
Ca membră a unei vechi familii austro-cehe, ea a avut strămoși bine cunoscuți. Tatăl ei, Heinrich von Littrow⁠(d), a fost un celebru căpitan de fregate în marina austriacă, cartograf, poet și dramaturg care a lucrat ca șef al Academiei de Comerț și Nautică din Triest și ca inspector maritim regal al Ungariei la Fiume. 
Mama ei, Caroline Fanny Barry, la fel ca și unchii lui Leo, Alfred Barry și Richard Barry, proveneau dintr-o familie bogată de bancheri și comercianți din Genova și Triest. 
Bunicul lui Leo a fost astronomul de la curtea imperială Johann Joseph von Littrow. Familia ei a fost ridicată la rangul de nobilime ereditară în 1835. Unul dintre unchii ei a fost astronomul Karl Ludwig von Littrow, succesorul tatălui său Joseph ca șef al Observatorului Universității din Viena și rector al Universității din Viena. El a fost căsătorit cu activista pentru drepturile femeilor, Auguste von Littrow, co-fondatoare a Asociației pentru Angajarea Femeilor din Viena, a Asociației Wiener Frauenheim (Adăpostul pentru femei vieneze) și binefăcătoare a orașului, ea a condus și un salon frecventat de Franz Grillparzer, Josef Danhauser⁠(d), Marie von Ebner - Eschenbach, Ottilie von Goethe⁠(d), Carl von Zumbusch. 
În timpul șederii din copilărie și tinerețe la Viena, pictorul vienez Hans Canon⁠(d), un alt prieten al cercului familiei Littrow, a descoperit talentul de pictoriță a lui Leo von Littrow.

### Tinerețe și educație
Leo von Littrow a crescut între casele familiei din Triest și Fiume, iar în jurul anului 1887 a început să locuiască în Abbazia, o stațiune balneară marină a monarhiei austro-ungare, la periferia orașului Fiume. Ea a venit aici cu tatăl ei, din motive profesionale. După lecțiile de pictură vieneză cu Hans Canon, ea a continuat pregătirea artistică sub influența impresionismului francez, în jurul anului 1875, ca studentă a pictorului parizian la fel de aristocratic, Jean d'Alheim, fost elev la rândul său al romanticului Alexandre Calame⁠(d). 

### Carieră
După diverse expoziții de succes la Viena, Bremen, München și Londra, începând cu anul 1885, Leo von Littrow a început să fie considerată o pictoriță de succes a mării și a peisajului și vieții tradiționale italiene și austro-ungare. Pânzele ei cu pergole și grădini au devenit deosebit de populare. După o primă călătorie la Ragusa împreună cu artista impresionistă austriacă Olga Wisinger-Florian⁠(d) în 1887, între cele două s-a dezvoltat o prietenie de lungă durată, care a fost importantă pentru stilul artistic al celor două. În acești ani, Leo von Littrow și-a dezvoltat propriul stil de impresionism individualist, plin de lumină și de culoare pură.
Chiar înainte de începutul secolului, Littrow a fost considerată o impresionistă bine stabilită a sudului. A vândut picturi unor capete încoronate și unor colecționari importanți: Ferdinand I Prințul Bulgariei, Arhiducele Carol Ștefan al Austriei și Principesa Moștenitoare Stephanie a Austriei, cu care a corespondat și a fost prietenă de-a lungul vieții și care i-a frecventat atelierul din Abbazia. Printre cei mai apropiați prieteni ai lui Leo și Heinrich von Littrow, și colecționari ai picturilor lor, se numărau industriașul și co-inventatorul torpilei Robert Whitehead⁠(d) și fiica și ginerele său Alice Contesa von Hoyos și respectiv Georg von Hoyos.
Leo von Littrow a murit în orașul ei natal, Abbazia, în 1925.

## Artă și moștenire
Pictorița și-a semnat întotdeauna lucrările cu „Leo von Littrow”, „Leo Littrow” sau monograma „LL”. După expoziții de mare succes la Viena (1880), Bremen (1880), Londra (1886), Budapesta (1884), München (1893) sau Chicago (1893, la Woman's Building de la World's Columbian Exposition) la Salzburg⁠(d) și mai presus de toate datorită expozițiilor sale personale ample din Londra (1899, 1904, 1906) și Viena (1914), Leo von Littrow a fost singura femeie care a primit un comision onorabil de la noile muzee construite ale curții vieneze încă de la mijlocul anilor 1880. Arta interioară din mezaninul Muzeului de Istorie Naturală prezintă pictura ei, Coasta Ragusei. Lucrările lui Littrow sunt acum conservate în Muzeul din Viena, în Gemäldegalerie a Academiei de Arte Frumoase din Viena, Muzeul Orașului din Rijeka și Muzeul Revoltella din Triest.
Lucrarea ei a fost inclusă în expoziția din 2019 Orașul Femeilor: Artiste din Viena, între 1900 și 1938, la Österreichische Galerie Belvedere.

## Galerie

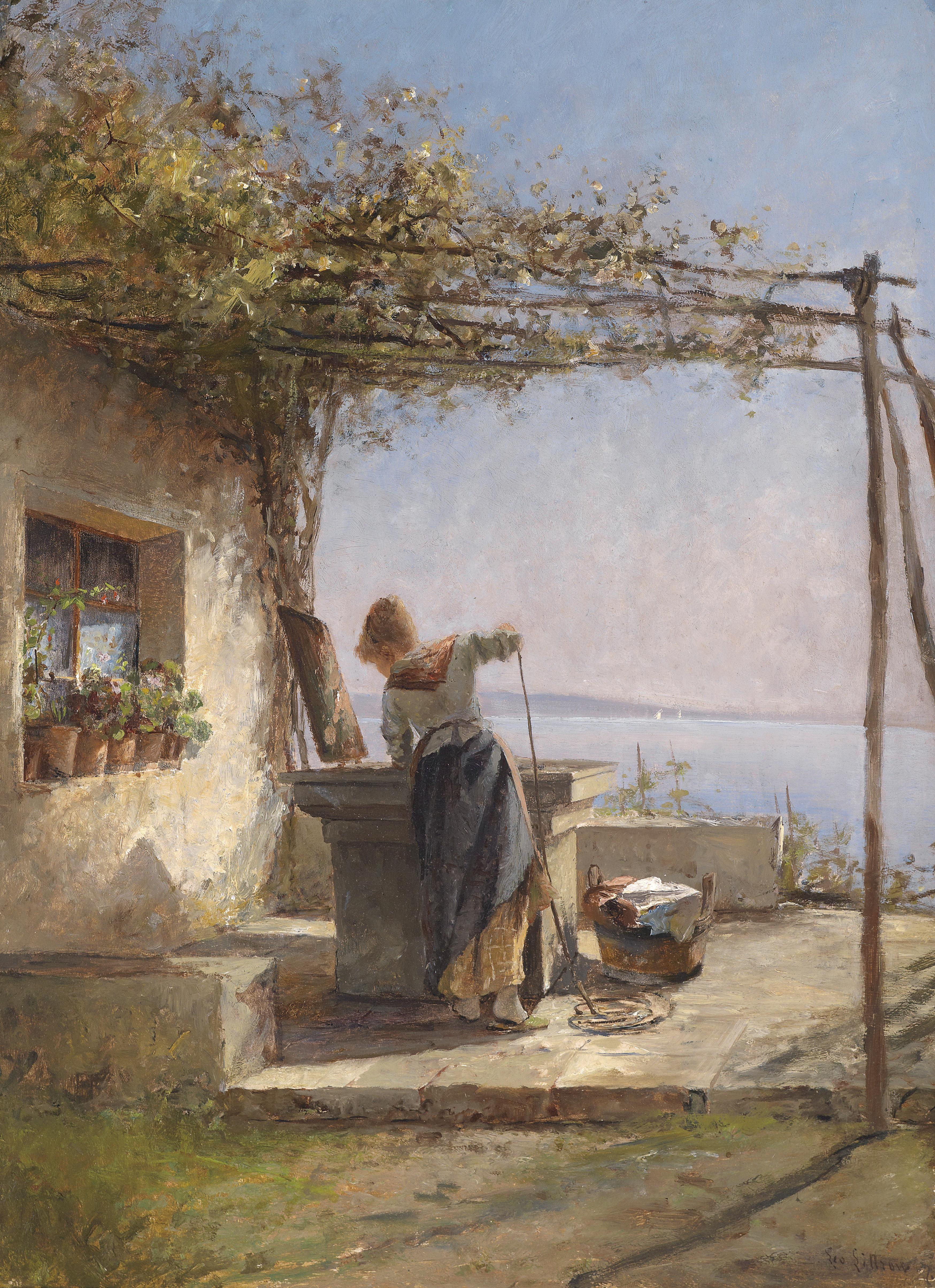
Fată la fântână
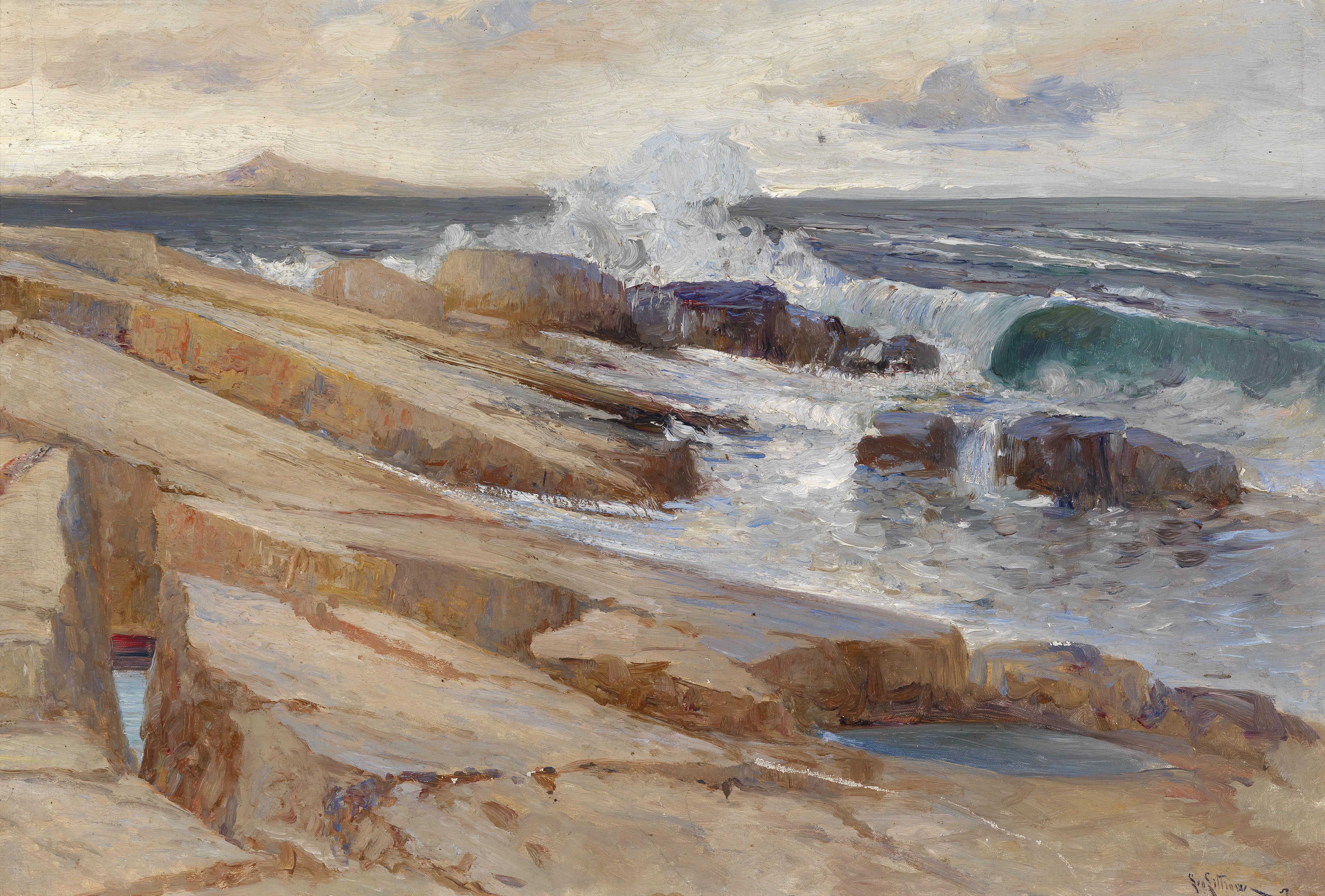
Peisaj de coastă lângă Ragusa
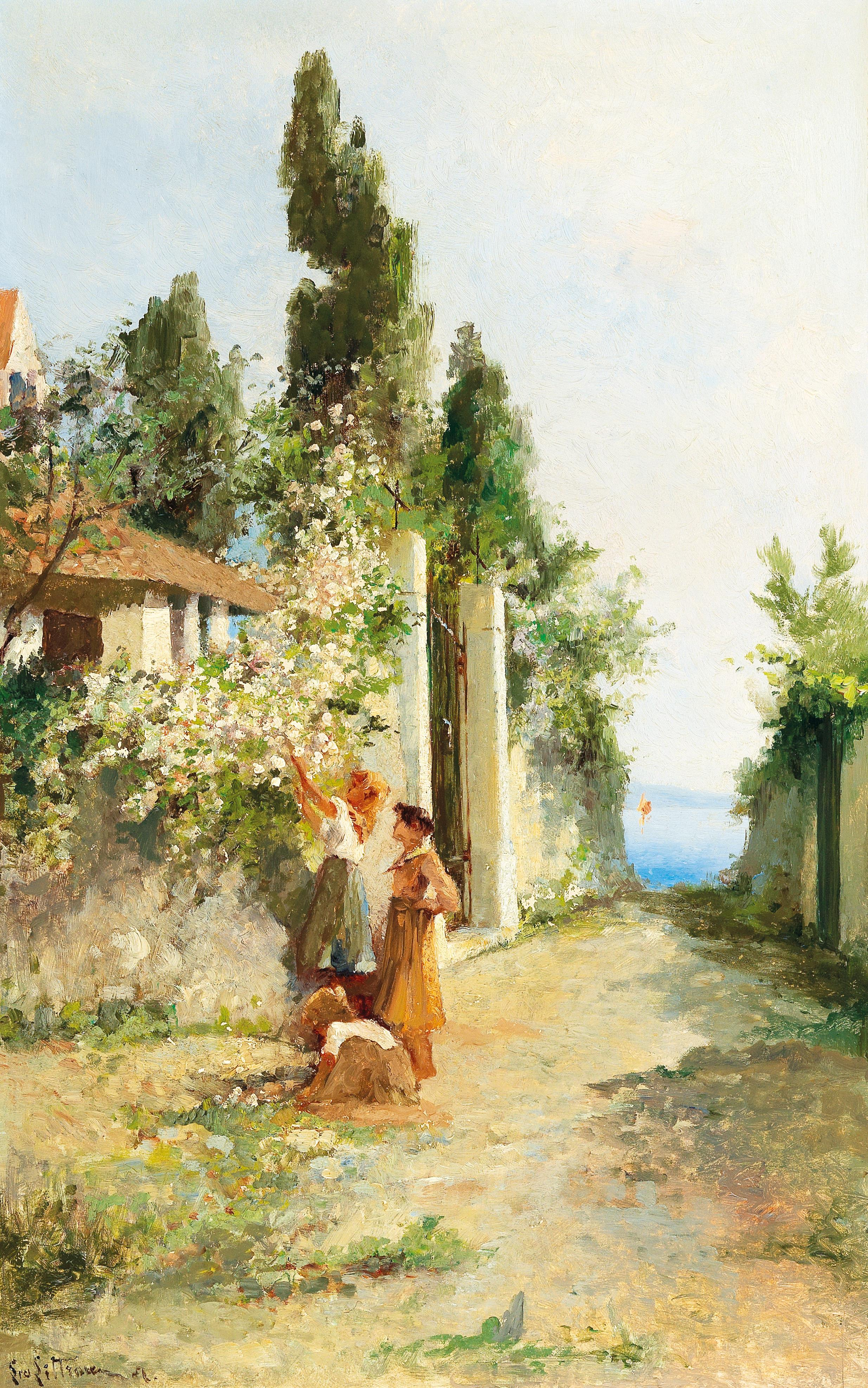
Trei fete care adună trandafiri
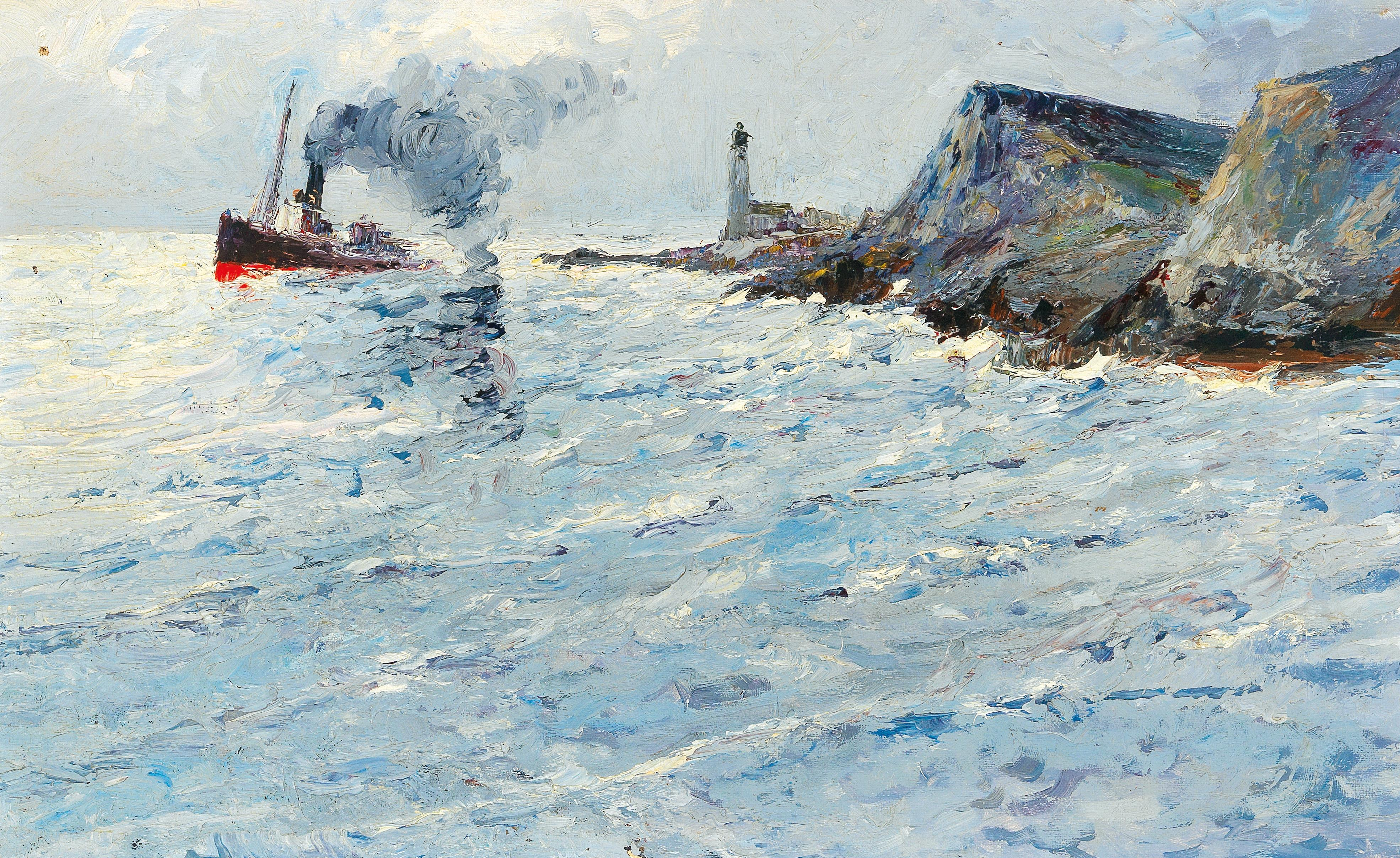
Vapor cu aburi într-un peisaj cu far
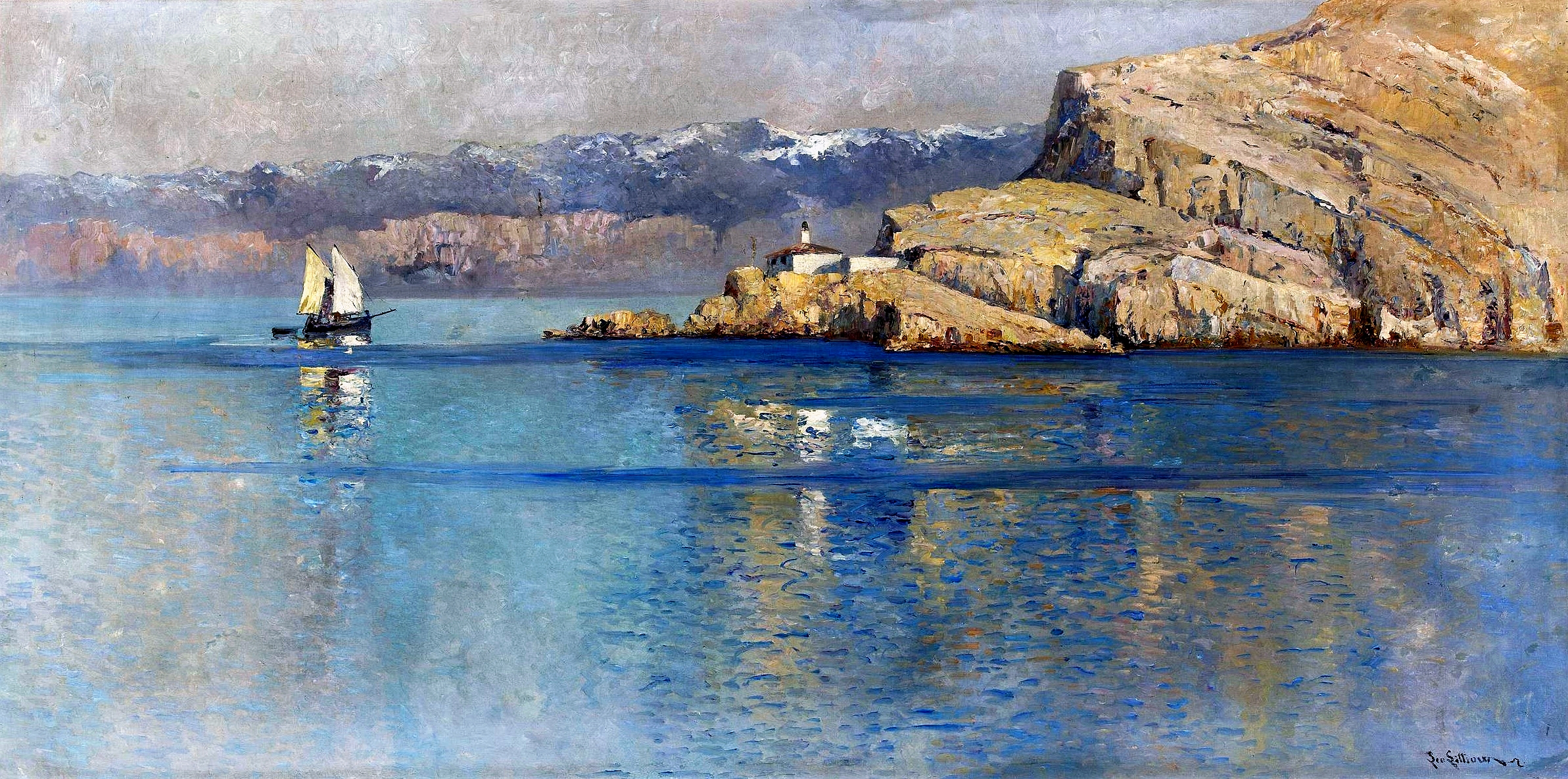
Peisaj maritim cu munți